# Волзький район (Марій Ел)
Во́лзький район (рос. Волжский район, марій. Юлсер кундем) — адміністративна одиниця Республіки Марій Ел Російської Федерації.
Адміністративний центр — місто Волзьк, яке однак не входить до складу району, а утворює окремий Волзький міський округ.

## Географія

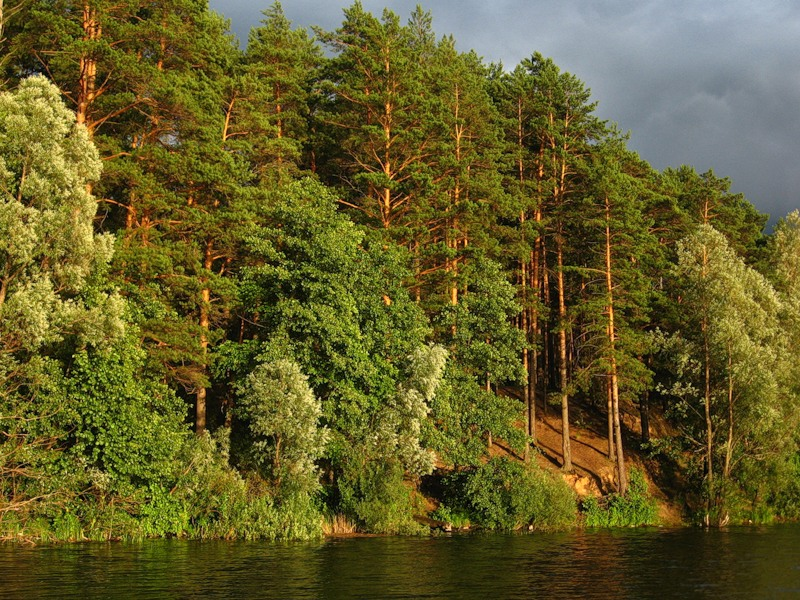
Озеро Яльчик

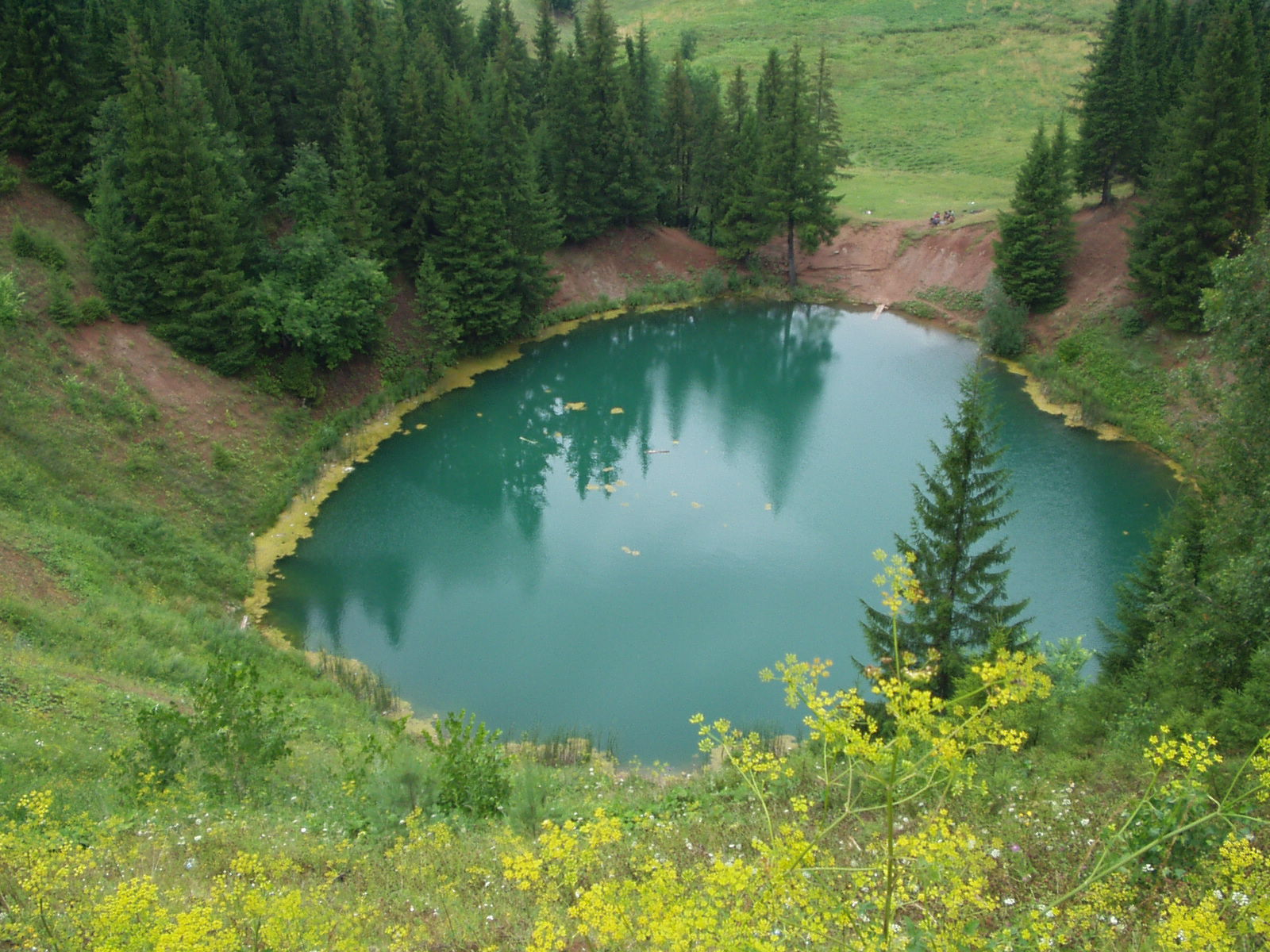
Озеро Морське Око

Район розташований на лівобережжі Волги на південному сході республіки і межує зі Звениговським та Моркинським районами, зі сходу — з республікою Татарстан, з півдня через Волгу — з республікою Чувашія.
На території району розташована південно-східна частина національного парку «Марій Чодра».

## Історія
Район утворений 26 серпня 1939 року.

## Населення
Населення району становить 21739 осіб (2019, 23940 у 2010, 24006 у 2002).
Національний склад
Національний склад населення Волзького району згідно з Всеросійським переписом населення 2010 року нараховує представників 24 національностей:
.
| №  |                           | Населення чол. (2010) | % від всього | % від тих хто вказав національність |
| -- | ------------------------- | --------------------- | ------------ | ----------------------------------- |
|    | всього                    | 23 940                | 100,00 %     |                                     |
| 1  | Марійці                   | 20 797                | 86,87 %      | 87,12 %                             |
| 2  | Росіяни                   | 2614                  | 10,92 %      | 10,95 %                             |
| 3  | Татари                    | 200                   | 0,84 %       | 0,84 %                              |
| 4  | Чуваші                    | 84                    | 0,35 %       | 0,35 %                              |
| 5  | Українці                  | 49                    | 0,20 %       | 0,21 %                              |
| 6  | Мордва                    | 36                    | 0,15 %       | 0,15 %                              |
| 7  | Азербайджанці             | 15                    | 0,06 %       | 0,06 %                              |
| 8  | Білоруси                  | 15                    | 0,06 %       | 0,06 %                              |
| 9  | Вірмени                   | 14                    | 0,06 %       | 0,06 %                              |
| 10 | Удмурти                   | 13                    | 0,05 %       | 0,05 %                              |
|    | інші                      | 34                    | 0,14 %       | 0,14 %                              |
|    | вказали національність    | 23 871                | 99,71 %      | 100,00 %                            |
|    | не вказали національність | 69                    | 0,29 %       |                                     |

## Адміністративно-територіальний поділ
На території району 1 міське та 8 сільських поселень:
| Поселення                          | Площа, км² | Населення, осіб (2002) | Населення, осіб (2010) | Населення, осіб (2019) | Центр       | Населені пункти |
| ---------------------------------- | ---------- | ---------------------- | ---------------------- | ---------------------- | ----------- | --------------- |
| Приволзьке міське поселення        | 54,40      | 4227                   | 4204                   | 3909                   | Приволзький | 3               |
| Великопаратське сільське поселення | 60,30      | 3078                   | 3154                   | 2976                   | Нові Парати | 13              |
| Емековське сільське поселення      | 133,20     | 1978                   | 1943                   | 1838                   | Емеково     | 8               |
| Карамаське сільське поселення      | 88,00      | 1526                   | 1428                   | 1199                   | Чодраял     | 4               |
| Обшиярське сільське поселення      | 104,56     | 2179                   | 2158                   | 1979                   | Польова     | 9               |
| Пет'яльське сільське поселення     | 268,40     | 4460                   | 4513                   | 3910                   | Пет'ял      | 18              |
| Помарське сільське поселення       | 103,00     | 4110                   | 4129                   | 3854                   | Помари      | 7               |
| Сотнурське сільське поселення      | 102,00     | 2502                   | 2411                   | 2074                   | Сотнур      | 13              |

## Найбільші населені пункти
Найбільші населені пункти з чисельністю населення понад 1000 осіб:
| № | Населений пункт | Населення, осіб (2002) | Населення, осіб (2010) |
| - | --------------- | ---------------------- | ---------------------- |
| 1 | Приволзький     | 4 161                  | 4 159                  |
| 2 | Помари          | 1 965                  | 2 014                  |
| 3 | Емеково         | 1 479                  | 1 504                  |
| 4 | Нові Парати     | 1 430                  | 1 419                  |
| 5 | Часовенна       | 1 160                  | 1 125                  |
| 6 | Чодраял         | 1 103                  | 1 084                  |

## Господарство
Основна промисловість в Волзькому районі — це виробництво деревини і паперу.
У районі озера Яльчик розташовано кілька баз відпочинку.

## Персоналії
У районі народилась Ніколаєва Раїса Іванівна (1946) — марійська письменниця.